# Alingsås SS
Alingsås SS, pełna nazwa Alingsås Schacksällskap – szwedzki klub szachowy z siedzibą w Alingsås.

## Historia
Klub powstał 30 listopada 1919 roku. W 1920 roku rozegrał pierwszy mecz towarzyski, z SS Manhem (3:3). W latach 20. i 30. w klubie gościli Emanuel Lasker, Rudolf Spielmann i Gideon Ståhlberg. W sezonie 1954/1955 klub został mistrzem okręgu. W 2018 roku klub awansował do Superettan (drugi poziom), a w sezonie 2019/2020 uzyskał awans do Elitserien; czołowym zawodnikiem klubu w tym okresie był Jewgienij Agrest. W 2021 roku zespół zadebiutował w Pucharze Europy. Klub wygrał wówczas z St Benildus Chess Club i Rapidem Feffernitz, a przegrał ze Skákfélag Selfoss og nágrennis, CA Paterna, Lunds ASK, De Sprénger Echternach i SK Nordkalotten i zajął w końcowej klasyfikacji 35. miejsce. W sezonie 2021/2022 klub spadł z Elitserien, zajmując ostatnie miejsce w lidze. W Pucharze Europy zespół odniósł zwycięstwa nad Zuid-Limburg i SOSS, a przegrał z SG Riehen, CRELEL Liège, De Pluspion Wachtebeke, Stockholms SS i Celtic Tigers. Szwedzki klub został sklasyfikowany w europejskich rozgrywkach na 64. pozycji. Klub nie przystąpił do rozgrywek Superettan w sezonie 2022/2023.